# Anelasmocephalus
Genre
Synonymes
- Anelasma Sørensen, 1873 nec Darwin, 1854
- Rhexana Sørensen, 1879

Anelasmocephalus (les anélasmocéphales) est un genre d'opilions dyspnois de la famille des Trogulidae.

## Distribution
Les espèces de ce genre se rencontrent dans le bassin méditerranéen.

## Liste des espèces
Selon le World Catalogue of Opiliones (2021-04-22) :
- Anelasmocephalus balearicus Martens & Chemini, 1988
- Anelasmocephalus brignolii Martens & Chemini, 1988
- Anelasmocephalus calcaneatus Martens & Chemini, 1988
- Anelasmocephalus cambridgei (Westwood, 1874)
- Anelasmocephalus crassipes (Lucas, 1846)
- Anelasmocephalus hadzii Martens, 1978
- Anelasmocephalus lycosinus (Sørensen, 1873)
- Anelasmocephalus osellai Martens & Chemini, 1988
- Anelasmocephalus pusillus Simon, 1879
- Anelasmocephalus pyrenaicus Martens, 1978
- Anelasmocephalus rufitarsis Simon, 1879
- Anelasmocephalus tenuiglandis Martens & Chemini, 1988
- Anelasmocephalus tuscus Martens & Chemini, 1988

## Publications originales
- Simon, 1879 : « Les Ordres des Chernetes, Scorpiones et Opiliones », Les Arachnides de France, vol. 7, p. 1-332.
- Sørensen, 1873 : « Bidrag til Phalangidernes Morphologi og Systematik samt Beskrivelse af nogle nye, herhen hørende Former. » Naturhistorisk Tidsskrift, sér. 3, vol. 8, p. 489–525 (texte intégral).